# جورج كوكي (مجدف)
جورج كوكي (بالإنجليزية: George Cooke)‏ هو مجدف نيوزيلندي، ولد في 17 مارس 1906 في بلنهيم في نيوزيلندا، وتوفي في 23 مايو 1941 في سيرفيا في اليونان.

## وصلات خارجية
- جورج كوك على موقع الاتحاد الدولي للتجديف (الإنجليزية)
- جورج كوك على موقع أوليمبيديا (الإنجليزية)
- جورج كوك على موقع اللجنة الأولمبية النيوزيلندية (الإنجليزية)